# Partito Comunista del Vietnam
Il Partito Comunista del Vietnam (in vietnamita Đảng Cộng sản Việt Nam) è il principale partito politico della Repubblica Socialista del Vietnam sin dalla promulgazione della costituzione del 1976. Fondato nel 1930, il PCV si presenta come il rappresentante della classe operaia, dei lavoratori e dell’intera nazione, ispirandosi al marxismo-leninismo e al Pensiero di Hồ Chí Minh, che costituiscono le linee guida per tutte le sue attività. È supportato dal Fronte della Patria Vietnamita ed è unico partito legale all'interno del Paese.
L’organo supremo del partito è il Congresso Nazionale dei Delegati, che si riunisce periodicamente per determinare le strategie generali. Al termine di ogni congresso, viene eletto il Comitato Centrale, che agisce come massima autorità tra un congresso e l'altro. Il Comitato Centrale, a sua volta, elegge il Politburo, il Segretariato, il Comitato Centrale per l’Ispezione e designa il Segretario Generale, scelto tra i membri del Politburo.
Il PCV partecipa regolarmente all’Incontro internazionale dei partiti comunisti e operai. È noto anche per promuovere un modello definito "economia di mercato orientata al socialismo", che ha preso forma a partire dal 1986 con l'introduzione delle riforme economiche note come Đổi Mới. Prima di allora, il paese aveva adottato un’economia di tipo centralizzato. Durante la guerra fredda, il partito si è schierato al fianco dell’Unione Sovietica e dei suoi alleati.

## Storia

### Colonizzazione francese dell'Indocina
A partire dal 1858, la Francia iniziò a colonizzare il Vietnam. Dopo aver conquistato territori nell'Annam, nel centro dell'odierno Vietnam, e a sud in Cocincina, l'intera nazione fu assoggettata dopo la vittoria nella guerra franco-cinese nel 1885. La colonizzazione della Cambogia ebbe inizio nel 1863 e fu portata a termine nel 1906 sottraendo al Siam, l'odierna Thailandia, il controllo delle province occidentali cambogiane. Anche l'odierno Laos fu sottratto ai siamesi, che avevano in parte annesso e in parte reso stati vassalli i precedenti regni laotiani; iniziata nel 1893, la conquista del Laos ebbe termine nel 1907. Fondata nel 1887 con capitale a Saigon, la federazione coloniale Indocina francese assorbì gradualmente tutti i territori conquistati nella regione. Nel 1902 la capitale fu spostata ad Hanoi.

#### Primi movimenti anti-francesi
Le prime organizzazioni anti-colonialiste indocinesi nacquero in Vietnam agli inizi del XIX secolo ed erano di stampo monarchico e illuminista. Le prime dimostrazioni ebbero luogo nel 1908 e furono duramente represse dal governo coloniale, che nel disperderle fece diverse vittime. Al termine della prima guerra mondiale, le ribellioni cominciarono anche tra i vietnamiti arruolati nell'esercito coloniale. Vi partecipò anche il giovane imperatore vietnamita Duy Tân, che fu catturato e deportato nella remota isola della Reunion. Tra i più importanti capi delle rivolte vi fu Phan Bội Châu, che preparò l'insurrezione sotto il profilo politico e militare; messo agli arresti domiciliari nel 1925, sarebbe stato di esempio per i rivoluzionari dei periodi successivi. Al suo arresto, larghi strati della popolazione meno abbiente organizzarono dimostrazioni di protesta.

### 1925-1930
Nel 1925, l’espatriato Hồ Chí Minh fondò in Cina l'Associazione della Gioventù Rivoluzionaria Vietnamita (Hội Việt Nam Cách mạng Thanh niên), comunemente nota come Associazione della Gioventù (Hội Thanh niên). L’obiettivo dell’organizzazione era porre fine all’occupazione coloniale nell'Indocina francese, preparando le masse alla lotta armata rivoluzionaria. L’Associazione si proponeva inoltre di diffondere il marxismo-leninismo e la linea rivoluzionaria tra operai, contadini e intellettuali, in vista della futura fondazione di un partito comunista. Le sue attività erano sostenute finanziariamente dal Comintern. L’Associazione si diffuse ampiamente nelle fabbriche e nei principali centri economici dell’Indocina, inviando i propri membri a vivere e lavorare in fabbriche, miniere e piantagioni secondo il principio della "proletarizzazione".
Nel 1928, la sede dell’Associazione a Canton fu distrutta dai nazionalisti del Kuomintang, costringendo il gruppo alla clandestinità. Questo evento causò una frattura interna e portò infine a una scissione.
Alla fine di marzo 1929 fu costituita ad Hanoi la prima cellula comunista dell’Indocina. Essa promosse la fondazione di un partito comunista durante il Congresso di zona dell’Associazione nel Tonchino e incaricò i delegati locali di presentare tale proposta al congresso nazionale.
Il 1º maggio 1929 si tenne a Hong Kong il Congresso dell’Associazione della Gioventù Rivoluzionaria del Vietnam, durante il quale la delegazione del Tonchino propose lo scioglimento dell’Associazione e la creazione del Partito Comunista Indocinese. La proposta fu respinta e la delegazione abbandonò l’assemblea.

### Partito Comunista Indocinese

Una bandiera del Partito comunista Indocinese.

Il 17 giugno 1929, oltre venti delegati provenienti da cellule attive in tutta la regione del Tonchino si riunirono ad Hanoi, dove proclamarono lo scioglimento dell’Associazione della Gioventù Rivoluzionaria e annunciarono la fondazione del Partito Comunista Indocinese (Đông Dương Cộng sản Đảng). Il nuovo partito presentò una piattaforma politica e un manifesto che affermavano l’obiettivo di realizzare una rivoluzione socialista attraverso l’alleanza tra operai e contadini.
Un’altra fazione dell’Associazione, operante nella regione della Cocincina, organizzò una conferenza a Saigon e, alla fine del 1929, si autoproclamò Partito Comunista dell’Annam (An Nam Cộng sản Đảng). Nel corso dello stesso anno, i due partiti intrapresero una vivace polemica reciproca, ciascuno cercando di affermare la propria egemonia all’interno del movimento di liberazione nazionale vietnamita.
Parallelamente, nella regione dell’Annam emerse un terzo gruppo comunista vietnamita, la Lega Comunista dell’Indocina (Đông Dương Cộng sản Liên Đoàn), che non derivava dalla Lega della Gioventù. Questo gruppo traeva origine da un distinto movimento di liberazione nazionale e si considerava un rivale diretto dell’organizzazione fondata da Hồ Chí Minh.

### Fondazione
Venuto a conoscenza della presenza di tre distinte organizzazioni comuniste in Vietnam, il Comintern inviò una lettera con l'obiettivo di sollecitarne l’unificazione in un’unica organizzazione politica:
( Communist International’s Letter to the Communist Groups in Indochina, in Party's Documents 1930-45, Hanoi, Commission for the Study of the Party’s History, 1977,  pp. 10–11.)
Seguendo le direttive contenute nella lettera del Comintern, Hồ Chí Minh convocò una riunione per unificare le organizzazioni comuniste presenti in Vietnam. Il 3 febbraio 1930 si tenne presso il Wah Yan College di Kowloon, Hong Kong, la conferenza di unificazione tra il Partito Comunista dell’Indocina e il Partito Comunista dell’Annam, con la partecipazione di membri indipendenti della Lega dei Comunisti dell’Indocina. Dopo cinque giorni di lavori, il 7 febbraio 1930 fu ufficialmente fondato il Partito Comunista del Vietnam. Trần Phú fu eletto segretario generale e scrisse le Tesi politiche del partito.
In una conferenza successiva, su richiesta del Comintern, il partito assunse il nome di Partito Comunista Indocinese (Đảng Cộng sản Đông Dương), allo scopo di includere le lotte rivoluzionarie in Laos e Cambogia, ancora parte dell’Indocina francese. L’11 aprile 1931 il Comitato esecutivo dell’Internazionale Comunista riconobbe ufficialmente il PCI.
Nel biennio 1930-1931, il PCI guidò una serie di rivolte, tra cui l’insurrezione dei Soviet di Nghệ-Tĩnh, che puntavano a instaurare un governo sul modello sovietico. Il movimento fu duramente represso dalle autorità coloniali francesi e il partito subì gravi perdite.
Durante i primi cinque anni di attività, il Partito Comunista Indocinese raggiunse circa 1500 membri, contando su un vasto numero di simpatizzanti. Nonostante le dimensioni ridotte, riuscì a esercitare una notevole influenza in un contesto sociale vietnamita segnato da forti tensioni. I cattivi raccolti del 1929 e del 1930, insieme al pesante indebitamento delle campagne, contribuirono a radicalizzare una parte significativa della popolazione contadina. Nella città industriale di Vinh, gli attivisti del partito organizzarono le manifestazioni del Primo Maggio, che si trasformarono in proteste di massa quando vi si unirono numerose famiglie di lavoratori e contadini poveri, esasperate dalle difficili condizioni economiche.
Quando le tre marce del Primo Maggio divennero dei raduni popolari, le autorità coloniali francesi intervennero con la forza per reprimere quelle che consideravano rivolte pericolose. Le forze governative aprirono il fuoco sulla folla, provocando decine di morti e accrescendo ulteriormente l’indignazione. In risposta, in diversi villaggi furono istituiti consigli locali per tentare forme di autogoverno. La repressione francese si intensificò nell’autunno del 1931: circa 1300 persone furono uccise, mentre molte altre furono imprigionate o deportate. L’autorità coloniale fu ristabilita e il PCI venne di fatto spazzato via nella regione.
Il segretario generale Trần Phú e diversi membri del Comitato Centrale furono arrestati o giustiziati. Il Comintern incaricò Lê Hồng Phong di riorganizzare il movimento. Nel marzo 1935, fu convocato in segreto a Macao il primo congresso nazionale del partito, con l’obiettivo di rafforzarne la struttura, approvare uno statuto ed eleggere il Comitato Centrale. Lê Hồng Phong fu eletto segretario generale, incarico che l’anno successivo passò a Hà Huy Tập.
Nel frattempo, il VII Congresso dell’Internazionale Comunista promosse la formazione dei fronti popolari, stabilendo come obiettivo immediato dei partiti comunisti non più il rovesciamento del capitalismo e la costruzione del socialismo, ma la lotta contro il fascismo e le guerre di aggressione. Di conseguenza, il Partito Comunista Indocinese fu costretto a rinunciare pubblicamente a gran parte della sua opposizione al colonialismo francese e ad allearsi con altri partiti antifascisti. Anche Hồ Chí Minh fu estromesso dalla leadership del partito nei primi anni Trenta.
Alla conferenza del Comitato Centrale tenutasi a Shanghai nel luglio 1936, il partito sospese temporaneamente la lotta anti-coloniale e diede vita a un Fronte Unito del Popolo, con l’obiettivo di opporsi ai Francesi, combattere il fascismo e rivendicare libertà democratiche. Sfruttando il clima più tollerante introdotto dal governo di sinistra francese, il partito riuscì ad operare legalmente e a partecipare alle elezioni. Nel marzo 1938, durante la Conferenza centrale presieduta a Saigon da Hà Huy Tập, il Fronte fu ridenominato in Fronte Unito Democratico Indocinese.

#### Opposizione di sinistra
Il partito, soprattutto nel sud del Vietnam, si trovò a fronteggiare l’opposizione di altri gruppi nazionalisti e di sinistra, in particolare di orientamento trockista. Nel novembre 1931, alcuni dissidenti interni fondarono l’Opposizione di Sinistra dell'Ottobre (Tả Đối Lập Tháng Mười), gravitante attorno alla rivista clandestina Tháng Mười ("Ottobre"). Tra i fondatori vi erano Hồ Hữu Tường e Phan Văn Hùm, che già nel luglio 1930 avevano formato a Parigi un gruppo indocinese all’interno della Lega dei Comunisti (Liên Minh Cộng Sản Đoàn), sezione dell’Opposizione di sinistra internazionale, contestando una leadership da loro definita come composta da "apprendisti moscoviti".
Considerato "il teorico del contingente vietnamita a Mosca", Hồ Hữu Tường sosteneva la necessità di un nuovo partito di massa, nato direttamente dalla lotta del proletariato reale urbano e rurale. Si avvicinò alle dottrine di Lev Trockij sull’internazionalismo proletario e sulla rivoluzione permanente, in collaborazione con Tạ Thu Thâu, esponente del Partito dell’Indipendenza Annamita (Đảng Việt Nam Độc Lập). Entrambi rifiutavano la "linea del Kuomintang" sostenuta dal Comintern, soprattutto dopo il massacro di Shanghai, e si opponevano a qualsiasi compromesso nazionalista con la borghesia locale, chiedendo un'immediata rivoluzione socialista proletaria.
Riconoscendo la forza organizzativa dei trockisti nelle fabbriche di Saigon, a metà degli anni Trenta le cellule locali del Partito Comunista Indocinese stabilirono una collaborazione con loro, che durò circa quattro anni. Insieme pubblicarono il giornale La Lutte ("La lotta") e presentarono liste comuni alle elezioni municipali e al consiglio coloniale di Saigon.
Dopo l’agosto 1945, quando i trockisti si unirono ad altre forze non comuniste per chiedere le armi contro i francesi, furono progressivamente perseguitati ed eliminati dai loro ex alleati comunisti sotto la direzione di Trần Văn Giàu. La stessa sorte toccò a numerosi membri del movimento caodaista e a diversi nazionalisti indipendenti.

### Seconda guerra mondiale
L’apparato coloniale francese in Vietnam fu smantellato durante la Seconda guerra mondiale. La conquista della Francia da parte della Germania nazista nel giugno 1940 e la successiva collaborazione del governo di Vichy con le potenze dell’Asse contribuirono a delegittimare le pretese di sovranità francese sul territorio. La guerra in Europa indebolì il controllo coloniale e l’I ndocina fu occupata dalle forze giapponesi. In questo contesto, i comunisti cercarono di estendere la loro presenza e costruire una rete organizzativa in vaste aree del Paese.
All’inizio del conflitto, il Partito Comunista Indocinese ordinò ai suoi membri di rifugiarsi nelle campagne. Tuttavia, oltre duemila militanti, inclusi molti dirigenti, furono scoperti e arrestati. In particolare, il partito subì gravi perdite nella regione meridionale della Cocincina, dove l’organizzazione, un tempo forte, fu smantellata da una dura repressione fatta di arresti ed esecuzioni. Dopo la fallita rivolta in Cocincina del 1940, gran parte del Comitato Centrale fu arrestata: il segretario generale Nguyễn Văn Cừ e Hà Huy Tập furono giustiziati, mentre Lê Hồng Phong fu deportato a Côn Đảo, dove morì in seguito. In seguito a questi eventi, emerse una nuova leadership composta da Trường Chinh, Phạm Văn Đồng e Võ Nguyên Giáp.
Hồ Chí Minh tornò in Vietnam nel febbraio 1941 e fondò la Lega per l’Indipendenza del Vietnam (Việt Nam Độc Lập Đồng Minh Hội), più nota come Việt Minh. Si trattava di un’ampia coalizione che raccoglieva partiti politici, gruppi armati, organizzazioni religiose e altre fazioni accomunate dall’obiettivo dell’indipendenza nazionale. Pur essendo un fronte ampio, il Viet Minh fu fortemente guidato dal Partito Comunista Indocinese e si affermò come la forza più decisa nella lotta contro l’occupazione giapponese, guadagnando popolarità e legittimità tra la popolazione. Nonostante il ruolo centrale del Viet Minh, il PCI rimase numericamente esiguo durante l’intero periodo bellico, contando solo 2.000-3.000 membri nel 1944.

### Guerra d'Indocina (1945-1954)
In seguito alla Rivoluzione di agosto del 1945, Hồ Chí Minh assunse la carica di Presidente del Governo Provvisorio e proclamò l’indipendenza della Repubblica Democratica del Vietnam ad Hanoi. Pur avendo ottenuto l’abdicazione dell’Imperatore Bảo Đại, il nuovo governo non ricevette subito il riconoscimento ufficiale in occidente. Hồ Chí Minh inviò più volte lettere al presidente statunitense Harry S. Truman, chiedendo il sostegno all’indipendenza vietnamita e facendo riferimento ai principi della Carta Atlantica, ma non ottenne alcuna risposta. Tuttavia, il 18 gennaio 1950, la Repubblica Popolare Cinese riconobbe la Repubblica Democratica del Vietnam, seguita il 30 gennaio dall'Unione Sovietica.
Dopo la proclamazione della Repubblica, il territorio vietnamita fu occupato dalle forze nazionaliste cinesi a nord e da contingenti franco-britannici a sud. In risposta ai tentativi francesi di seminare divisioni all’interno del Viet Minh, il Partito Comunista Indocinese fu ufficialmente sciolto e trasformato nell’“Istituto per lo studio del marxismo in Indocina” (Hội Nghiên cứu Chủ nghĩa Marx tại Đông Dương). Questo cambiamento, perlopiù simbolico, mirava a favorire l’unità tra comunisti e non comunisti nella lotta contro la presenza coloniale francese. Il Viet Minh divenne così la forza trainante nella battaglia per l’indipendenza, mentre il nucleo del partito comunista continuava a operare in clandestinità.
Nel 1951, nel pieno della guerra d’indipendenza, il Partito Comunista Indocinese fu ufficialmente ricostituito con il nome di Partito dei Lavoratori del Vietnam (Đảng Lao động Việt Nam). Il conflitto contro le truppe francesi proseguì fino alla vittoria vietnamita nella battaglia di Điện Biên Phủ nel 1954.
La Conferenza di Ginevra del 1954 sancì la divisione del Vietnam in due stati: il nord fu affidato alla Repubblica Democratica del Vietnam, mentre il sud divenne nel 1955 la Repubblica del Vietnam, sostenuta dagli Stati Uniti in chiave anticomunista. In questo contesto, alcuni ideologi marxisti criticarono il partito per aver trascurato il suo ruolo centrale di guida della classe operaia nella lotta contro la borghesia, privilegiando invece la causa nazionalista. Nel 1955 fu lanciata una campagna volta a promuovere quadri formati sul conflitto di classe, a scapito di coloro che rivendicavano la propria legittimità in virtù della partecipazione alla resistenza anti-francese. Nello stesso anno, i comunisti del sud crearono il Fronte di Liberazione Nazionale del Vietnam del Sud (Mặt trận Dân tộc Giải phóng Miền Nam Việt Nam, noto anche come NLF), a cui i soldati USA si riferivano comunemente con il nome di Viet Cong (Việt Cộng o VC).

### Guerra del Vietnam (1955-1975)
Al secondo congresso del partito fu deciso che il Partito Comunista sarebbe stato suddiviso in tre organizzazioni distinte, corrispondenti a Vietnam, Laos e Cambogia. Tuttavia, una nota ufficiale precisò che "il partito vietnamita si riserva il diritto di supervisionare le attività dei partiti fratelli in Cambogia e Laos". Il Partito Rivoluzionario del Popolo Khmer fu fondato nell’aprile 1951, mentre il Partito Popolare del Lao nacque il 22 marzo 1955.
Il III congresso, svoltosi ad Hanoi nel 1960, formalizzò l’obiettivo della costruzione del socialismo nella Repubblica Democratica del Vietnam e stabilì l’impegno del partito nella liberazione del Vietnam del Sud.
La Guerra del Vietnam (o Seconda Guerra d’Indocina) scoppiò tra le forze comuniste — rappresentate dalla Repubblica Democratica del Vietnam e dal Viet Cong — e quelle anticomuniste, sostenute dagli Stati Uniti, dalla Repubblica del Vietnam e da alleati come Australia, Corea del Sud e Thailandia. I comunisti ricevettero l’appoggio della Repubblica Popolare Cinese e dell’Unione Sovietica. Il conflitto, che durò dal 1960 al 1975, si estese anche al Laos e alla Cambogia. In Cambogia, la guerra civile vide opporsi i Khmer rossi ai filoamericani del GRUNK e della Repubblica Khmer. In Laos, il conflitto contrappose il Pathet Lao comunista al Regno del Laos, appoggiato dagli Stati Uniti. I movimenti comunisti cambogiani e laotiani ricevettero addestramento e sostegno dalla Repubblica Democratica del Vietnam e dal Viet Cong.
Il 2 settembre 1969, Hồ Chí Minh morì ad Hanoi per arresto cardiaco.
Durante la guerra, il Partito dei Lavoratori del Vietnam fondò una propria sezione nel sud, il Partito Rivoluzionario Popolare del Vietnam (Đảng Nhân dân Cách mạng Miền Nam Việt Nam), con l’obiettivo di dirigere il NLF. Dopo il ritiro delle truppe statunitensi e la caduta della Repubblica del Vietnam il 30 aprile 1975, il Paese fu unificato sotto il controllo comunista. Al suo IV Congresso nel 1976, il Partito dei Lavoratori del Vietnam si fuse con il Partito Rivoluzionario Popolare del Sud, dando vita al Partito Comunista del Vietnam (Đảng Cộng sản Việt Nam). Il partito giustificò la fusione e il nuovo nome come espressione della “rafforzata dittatura del proletariato, dello sviluppo della leadership della classe operaia e dell’alleanza tra operai e contadini”.
Nel 1961 fu adottato il primo piano quinquennale nel Vietnam del Nord (1961–1965).

### Al potere
Il IV Congresso del 1976 contò 1.008 delegati in rappresentanza di 1.553.500 iscritti, pari a circa il 3% della popolazione vietnamita. Durante il congresso fu approvata una nuova linea per la costruzione del socialismo, insieme al secondo piano quinquennale (1976-1980), e vennero apportate alcune modifiche allo statuto del partito. La nuova linea politica puntava a rafforzare il socialismo sul piano interno e a sostenerne l’espansione a livello internazionale. L’obiettivo economico principale era trasformare il Vietnam in un paese socialista forte e prospero nell’arco di vent’anni.
Tuttavia, gli obiettivi del piano non furono raggiunti, e tra il IV e il V Congresso si aprì un intenso dibattito interno sulle riforme economiche. Inoltre, nel 1977 scoppiò la guerra cambogiano-vietnamita che portò al rovesciamento della Kampuchea Democratica dei Khmer rossi di Pol Pot, mentre tra febbraio e marzo del 1979 il Vietnam dovette affrontare un'invasione da parte della Cina sfociata nella guerra sino-vietnamita. Il primo confronto interno al Partito si svolse nel settembre 1979 al VI plenum del Comitato Centrale del IV congresso, ma il dibattito più significativo si tenne durante il X plenum, dal 9 ottobre al 3 novembre 1981. In quell’occasione, fu adottata una linea riformista, che però dovette essere attenuata in seguito all’opposizione di diverse sezioni locali del partito. Al V congresso, tenutosi nel marzo 1982, il segretario generale Lê Duẩn affermò che il partito doveva perseguire due obiettivi: costruire il socialismo e difendere il Vietnam dall’aggressione cinese. Tuttavia, venne data priorità alla costruzione socialista. La dirigenza ammise il fallimento del Secondo Piano Quinquennale, attribuendolo a una scarsa comprensione delle reali condizioni economiche e sociali, che aveva aggravato i problemi del paese. Il terzo piano quinquennale (1981-1985) diede priorità all’agricoltura, pur riconoscendo l’importanza dello sviluppo industriale e del miglioramento delle condizioni di vita. Tra gli altri obiettivi vi erano la correzione delle inefficienze della pianificazione centrale e il rafforzamento delle relazioni commerciali con i paesi del COMECON, il Laos e la Cambogia.

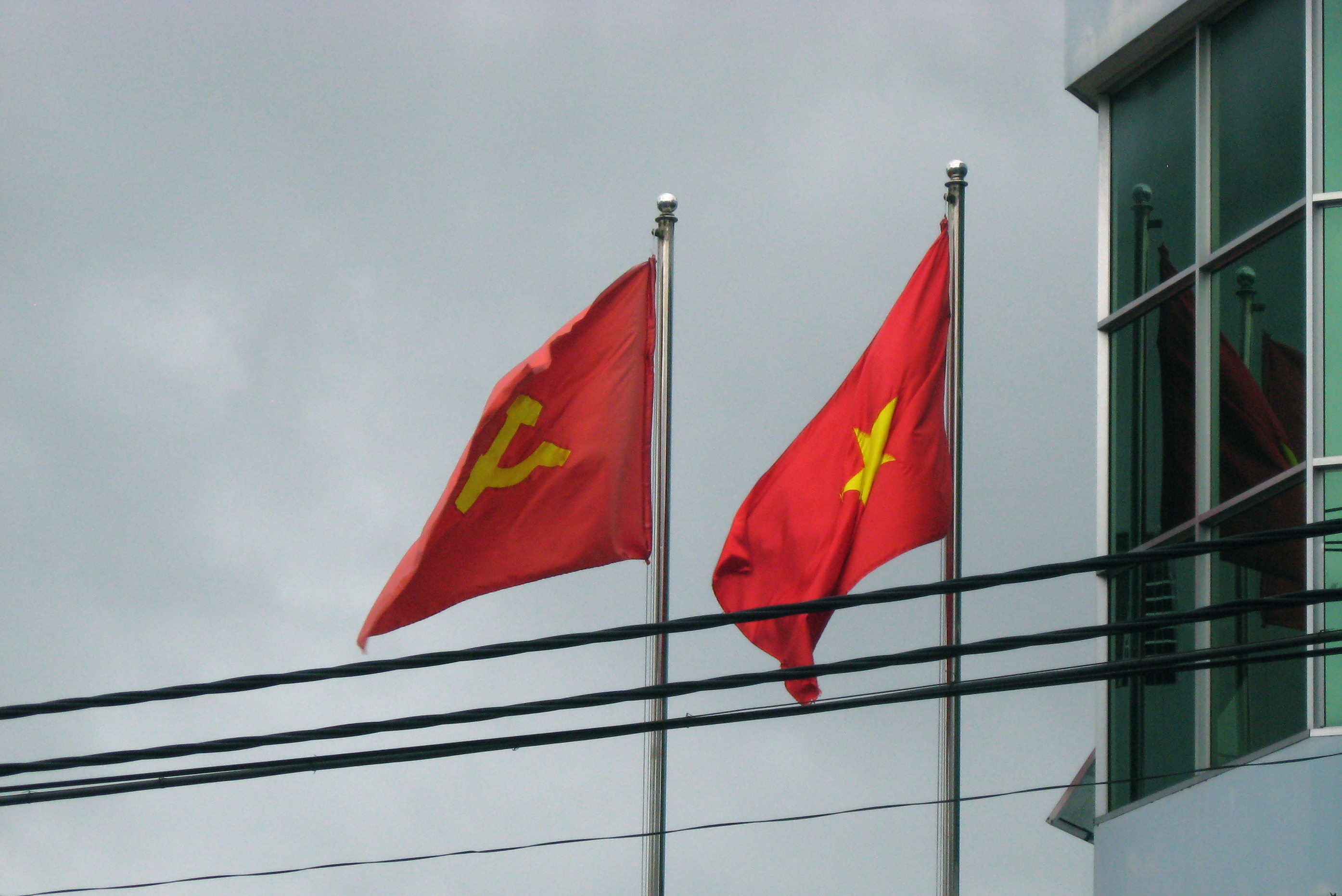
The flag of the CPV and the national flag of Vietnam flying side by side.

Mentre Lê Duẩn continuava a sostenere gli obiettivi fissati dal terzo piano quinquennale, una parte crescente della dirigenza del Partito Comunista cominciava a perdere fiducia nel sistema. In questo clima di disillusione fu introdotta nel 1985 una riforma dei prezzi che liberalizzava parzialmente il mercato, ma provocò un improvviso aumento dell’inflazione. Entro la fine dello stesso anno, il fallimento del terzo piano quinquennale appariva ormai evidente.
Le misure dirette contro gli interessi delle classi benestanti si inserivano nella logica comunista della lotta di classe. Tuttavia, molti dei cittadini istruiti provenivano da famiglie agiate, e i ceti medi e alti detenevano competenze fondamentali per lo sviluppo del Paese. L’atteggiamento ostile del Partito Comunista verso questi gruppi ostacolò l’impiego efficace delle loro capacità. Di conseguenza, le necessità più urgenti del Vietnam — come la ricostruzione di un’economia in rovina e la pianificazione di uno sviluppo sostenibile — rimasero in gran parte insoddisfatte.
Il personale del partito non disponeva delle competenze necessarie per affrontare questi problemi, e la concentrazione del potere nelle mani dell’apparato comunista impedì a chi possedeva le conoscenze adeguate di contribuire concretamente nei dieci anni successivi alla fine della guerra. Durante il periodo di governo di Lê Duẩn, il Vietnam era tra i Paesi più poveri al mondo. Lê Duẩn morì il 10 luglio 1986, pochi mesi prima del VI congresso del partito.
Tra il 25 e il 30 agosto 1986, una riunione del Politburo aprì la strada a riforme più radicali, sotto la guida del riformista Trường Chinh. Al VI congresso, Nguyễn Văn Linh fu eletto nuovo segretario generale, segnando una vittoria per l’ala riformista della vecchia guardia. La nuova leadership avrebbe lanciato il programma di riforme noto come Đổi Mới, che pose le basi per un’economia di mercato orientata al socialismo. Le riforme economiche furono accompagnate da un allentamento della censura statale e da una maggiore libertà di espressione.
Il Partito Comunista Cinese elogiò le riforme intraprese dal Partito Comunista del Vietnam, che continuarono a essere attuate nei primi anni 2000.
Al VII congresso del Partito Comunista del Vietnam, Nguyễn Văn Linh si ritirò dalla politica, riaffermando tuttavia l’impegno del partito e del Paese nei confronti del socialismo. Gli succedette Đỗ Mười come segretario generale, mentre Võ Văn Kiệt, figura di spicco dell’ala riformista, fu nominato primo ministro, e Lê Đức Anh divenne presidente della Repubblica.
Nel 1994 furono nominati quattro nuovi membri nel Politburo, tutti contrari a riforme economiche radicali. Nel giugno 1997, durante una riunione del Comitato Centrale, Lê Đức Anh e Võ Văn Kiệt annunciarono le proprie dimissioni, poi confermate dalla IX Assemblea Nazionale, sciolta nel settembre dello stesso anno. Phan Văn Khải fu nominato come nuovo primo ministro e Trần Đức Lương, figura poco conosciuta, fu scelto come presidente in sostituzione di Lê Đức Anh.
Al quarto plenum del Comitato Centrale dell’VIII congresso, Lê Khả Phiêu fu eletto segretario generale. In quella stessa occasione, Đỗ Mười, Lê Đức Anh e Võ Văn Kiệt si ritirarono ufficialmente dalla politica e vennero nominati membri del Consiglio consultivo del Comitato Centrale. Nel 2001, Lê Khả Phiêu fu sostituito da Nông Đức Mạnh, che mantenne la carica fino all’11º congresso del 2011, quando gli succedette Nguyễn Phú Trọng.
Considerato un conservatore vicino alla Cina, Nguyễn Phú Trọng fu rieletto per un terzo mandato nel 2021, diventando il leader più potente del Vietnam degli ultimi decenni. Tuttavia, il 19 luglio 2024, morì improvvisamente mentre era ancora in carica.
Dopo la sua morte, Tô Lâm assunse temporaneamente la guida del partito come segretario generale ad interim. Il 3 agosto 2024 fu eletto all’unanimità 13º segretario generale del Partito Comunista durante la IX sessione plenaria straordinaria del XIII Congresso nazionale.

## Organizzazione
Il Partito Comunista del Vietnam è un partito marxista-leninista basato sul centralismo democratico.
I membri del Partito passarono da 760.000 nel 1966, a 1.553.550 nel 1973, rappresentando il 3,1% della popolazione totale del paese.
Il supremo corpo direttivo è il Politburò guidato dal segretario generale. Il Politburò è eletto dal Comitato Centrale, ed il Comitato Centrale è eletto dal Congresso Nazionale. Nel 1976, dopo la riunificazione del Nord e del Sud del Vietnam, il Comitato Centrale fu esteso a 133 membri anziché a 77 e il Politburò crebbe da 11 a 17 membri mentre il Segretariato fu ampliato da 7 a 9 membri.

### Congresso nazionale
Il Congresso nazionale (in vietnamita Đại hội đại biểu toàn quốc Đảng Cộng sản Việt Nam) è l’organo supremo del Partito Comunista e si svolge ogni cinque anni. I delegati stabiliscono l’indirizzo politico del partito e del governo, eleggono il Comitato Centrale, votano sulle linee programmatiche e selezionano i candidati alle principali cariche di leadership. Una volta ratificate le decisioni, il congresso viene sciolto. Il Comitato Centrale è incaricato di attuare le direttive approvate per l’intero periodo quinquennale tra due congressi. Quando il Comitato Centrale non è riunito, è il Politburo a occuparsi dell’attuazione delle politiche stabilite dal Congresso nazionale.
A causa delle guerre combattute contro le truppe della Francia e degli USA, i primi 4 Congressi non si svolsero secondo il classico regolamento. Dopo il Congresso Fondativo, hanno avuto luogo altri 12 Congressi Nazionali.
- I Congresso, Macao (Portogallo), 1935.
- II Congresso, Tuyen Quang, 1951.
- III Congresso, Hanoi, 1960.
- IV Congresso, Hanoi, 1976.
- V Congresso, Hanoi, 1982.
- VI Congresso, Hanoi, 1986.
- VII Congresso, Hanoi, 1991.
- VIII Congresso, Hanoi, 1996.
- IX Congresso, Hanoi, 2001.
- X Congresso, Hanoi, 2006.
- XI Congresso, Hanoi, 2011.
- XII Congresso, Hanoi, 2016.
- XIII Congresso, Hanoi, 2021.

### Comitato centrale
Durante il periodo intercongressuale, il Comitato centrale (in vietnamita Ban Chấp hành Trung ương Đảng Cộng sản Việt Nam) è l’organo principale del Partito Comunista del Vietnam. Quando non è riunito, delega parte delle sue funzioni al Segretariato e al Politburo, quest'ultimo eletto subito dopo il congresso.
Il titolo di presidente del Comitato Centrale, esistito da 1951 al 1969, fu ricoperto da Ho Chi Minh. Questa posizione era considerata come la massima carica del Partito.
Dopo la fine della guerra del Vietnam nel 1975, la leadership guidata da Lê Duẩn avviò un processo di centralizzazione del potere, che proseguì fino al VI Congresso nazionale, quando Nguyễn Văn Linh assunse la guida del partito. Le sue proposte di riforma incontrarono resistenze sia all’interno del partito che dell’apparato statale, spingendolo a cercare l’appoggio dei leader provinciali. Questo portò, negli anni Novanta, a un progressivo rafforzamento dei poteri delle sezioni provinciali del partito.
Nel corso dello stesso decennio, il Partito Comunista perse il controllo sulla nomina e la rimozione dei funzionari a livello provinciale. Il primo ministro Võ Văn Kiệt tentò senza successo di ripristinare l’autorità centrale su queste nomine. In seguito a tali sviluppi, il potere politico in Vietnam divenne sempre più decentralizzato ma il ruolo del Comitato centale venne rafforzato notevolmente. Un episodio emblematico fu la rimozione di Lê Khả Phiêu dalla carica di segretario generale: nonostante una maggioranza di due terzi del Politburo ne avesse votato la riconferma, il Comitato Centrale respinse la mozione e votò all’unanimità per la sua destituzione. La decisione fu influenzata dal malcontento dei membri con esperienza provinciale, i quali furono i primi a subire le conseguenze dello stallo economico sotto la sua guida.

#### Segretario generale

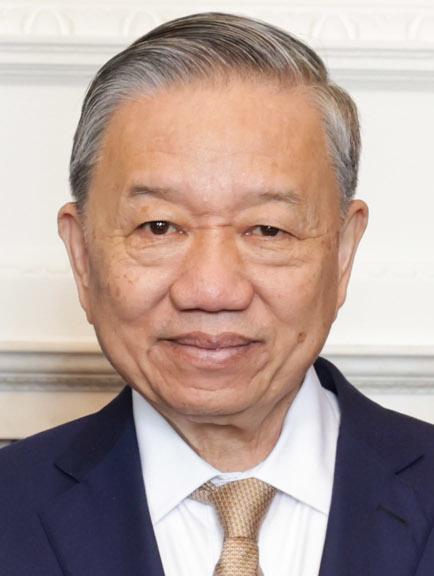
Tô Lâm, segretario generale dal 3 agosto 2024.

Il Segretario Generale del Comitato Centrale (in vietnamita Tổng Bí thư Ban Chấp hành Trung ương Đảng Cộng sản Việt Nam) è la più alta carica all’interno del Partito Comunista del Vietnam. È eletto dal Comitato Centrale e può rimanere in carica per due mandati quinquennali. Il segretario generale dirige i lavori del Comitato Centrale, del Politburo e del Segretariato, ed è responsabile di questioni chiave come difesa, sicurezza e affari esteri. Inoltre, presiede gli incontri con i principali leader nazionali e internazionali ed esercita la funzione di Segretario della Commissione Militare Centrale, il massimo organo del partito per gli affari militari.
Dieci persone sono divenute Primi Segretari (1960-1976) e/o segretari generali (1930-1969 e dal 1976):
- Trần Phú (1930-1931),
- Lê Hồng Phong (1935-1936),
- Hà Huy Tập (1936-1938),
- Nguyễn Văn Cừ (1938-1940),
- Trường Chinh (1941-1946 e 1986),
- Lê Duẩn (1960-1986),
- Nguyễn Văn Linh (1986-1991),
- Đỗ Mười (1991-1997),
- Lê Khả Phiêu (1997-2001),
- Nông Đức Mạnh (2001-2011),
- Nguyễn Phú Trọng (dal 2011 -2024).
- Tô Lâm (dal 2024).

#### Ufficio politico
L'Ufficio politico (in vietnamita Bộ Chính trị Ban Chấp hành Trung ương Đảng Cộng sản Việt Nam) o politburo è l’organo più alto del partito tra le riunioni del Comitato Centrale, che si tengono due volte l’anno. Ha il compito di attuare le politiche approvate dal Congresso del Partito o dal Comitato Centrale, assicurandone l’applicazione a livello nazionale. Il Politburo è anche responsabile delle questioni organizzative e del personale, e ha l’autorità di preparare e convocare le sessioni plenarie del Comitato Centrale. Tuttavia, il Comitato Centrale può revocare le decisioni del Politburo, come avvenne nel 2001, quando quest’ultimo votò per mantenere Lê Khả Phiêu come segretario generale, ma il Comitato Centrale ne decretò la rimozione e impose l’elezione di un nuovo segretario dopo il IX Congresso nazionale.
I membri del Politburo sono eletti e classificati dal Comitato Centrale immediatamente dopo ogni congresso nazionale del partito. Le decisioni in seno al Politburo vengono prese collegialmente.
A partire dal X Comitato Centrale, le responsabilità del segretario generale, del presidente, del primo ministro, del presidente dell’Assemblea Nazionale e del membro permanente del Segretariato sono state definite in modo separato.

### Segretariato centrale
Il Segretariato centrale (in vietnamita Ban Bí thư Trung ương Đảng Cộng sản Việt Nam) è presieduto dal segretario generale e adotta decisioni tramite deliberazione collettiva. Viene eletto dal Comitato centrale subito dopo il Congresso nazionale, che ne stabilisce anche la composizione. Il Segretariato è incaricato di risolvere questioni organizzative e di attuare le direttive del Comitato Centrale. Supervisiona il lavoro dei dipartimenti del Comitato Centrale e coordina l’operato di vari organi del partito. È inoltre responsabile dell’ispezione e del controllo dell’attuazione delle risoluzioni in ambiti economici, sociali, della difesa, della sicurezza e della politica estera, e prepara i temi da discutere nelle riunioni del Politburo.

### Commissione militare centrale
La Commissione militare centrale (in vietnamita Quân Ủy Trung ương) è nominata dal Politburo e include al suo interno i rappresentanti dell'esercito popolare vietnamita e del ministero della difesa. Risponde al Comitato Centrale e, tra le sue riunioni, al Politburo e al Segretariato. Il segretario della Commissione è il segretario generale del partito, mentre il vice segretario è il ministro della difesa. La Commissione ha la responsabilità di guidare tutti gli aspetti delle forze armate e può emettere direttive in materia di politica militare e di difesa. Il Dipartimento Politico Generale delle forze armate è subordinato alla Commissione.

### Commissione ispettiva centrale
La Commissione ispettiva centrale (in vietnamita Ủy ban Kiểm tra Trung ương Đảng Cộng sản Việt Nam) è l’organo del partito incaricato di contrastare la corruzione, disciplinare i membri e intervenire in caso di violazioni delle norme. È l’unico organo del partito che ha l’autorità di condannare o sanzionare i suoi membri. La Commissione, insieme al presidente e ai vicepresidenti, viene eletta durante il primo plenum del Comitato centrale subito dopo il Congresso nazionale del partito. In conformità al principio del centralismo democratico, una commissione ispettiva locale può aprire un’indagine solo se autorizzata dalla commissione ispettiva di livello superiore.

### Consiglio teorico centrale
Il Consiglio teorico centrale (in vietnamita Hội đồng Lý luận Trung ương Đảng Cộng sản Việt Nam) è stato istituito il 22 ottobre 1996 con una decisione del Comitato Centrale. Il suo compito è fornire consulenza teorica al Comitato Centrale, al Politburo e al Segretariato, in linea con i principi del marxismo. Il Consiglio studia questioni teoriche su richiesta del Politburo e del Segretariato, ma può anche affrontare temi proposti dai suoi stessi membri.

## Ideologia

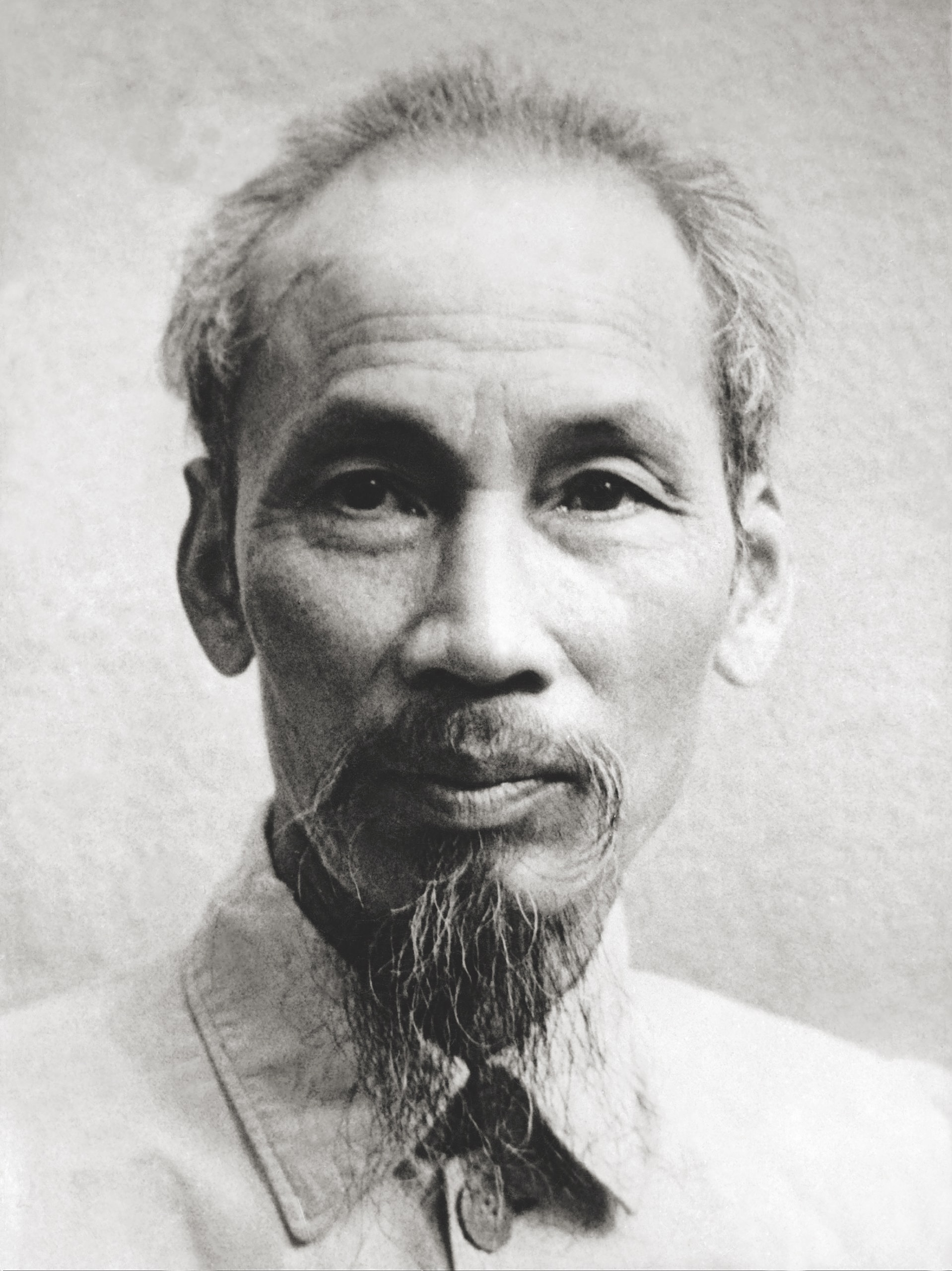
Hồ Chí Minh nel 1946.

Il partito adotta come ideologie ufficiali il marxismo-leninismo e il Pensiero di Hồ Chí Minh, che costituiscono la base ideologica per le attività sia del partito sia dello Stato. Secondo la Costituzione, il paese si trova attualmente in una fase di transizione verso il socialismo.
Il marxismo-leninismo fu introdotto in Vietnam tra gli anni Venti e Trenta del XX secolo, e la cultura politica nazionale venne da allora modellata nel segno del patriottismo unito all’ideologia marxista-leninista. Tuttavia, il pensiero politico di Hồ Chí Minh non fu sistematizzato durante la sua vita, né immediatamente dopo la sua morte. La biografia scritta da Trường Chinh nel 1973 ne enfatizzava soprattutto l’impegno rivoluzionario. Solo nel 1989, sotto la leadership di Nguyễn Văn Linh, il Pensiero di Hồ Chí Minh fu formalmente sistematizzato. Due anni dopo, nel 1991, il PCV lo adottò ufficialmente, accanto al marxismo-leninismo, come ideologia guida del partito e dello Stato.

### Transizione verso il socialismo
(Le Quoc Khanh)
Secondo Hồ Chí Minh, una società non può diventare socialista senza prima passare attraverso due fasi fondamentali: la liberazione nazionale e la costruzione di un regime democratico popolare. La liberazione nazionale rappresenta il mezzo per conquistare il potere politico, mentre l’instaurazione di un regime democratico popolare implica la distruzione completa dell’ordine feudale, coloniale e imperialista. Solo attraverso questa rottura strutturale il Vietnam può avviarsi verso il socialismo.
Le Quoc Khanh, giornalista della rivista teorica Tạp chí Cộng Sản, ha scritto che “il regime democratico popolare è una necessità oggettiva nel corso dello sviluppo della società vietnamita”. Tuttavia, un regime di questo tipo non coincide con un sistema socialista. Ad esempio, la proprietà privata continua ad esistere nella democrazia popolare, mentre nello stadio comunista o socialista essa viene abolita. I comunisti vietnamiti considerano la redistribuzione delle terre promossa durante il primo governo di Hồ Chí Minh come una manifestazione concreta di democrazia popolare.
Tuttavia, la differenza tra un regime democratico popolare e uno socialista non si limita alla questione della proprietà. Alla base vi è una logica più profonda: la diversa natura della proprietà dei mezzi di produzione genera differenti modalità di produzione. Hồ Chí Minh indicava come fondamento economico di un regime democratico popolare una struttura composita, articolata in cinque settori:
- la proprietà statale di alcuni comparti produttivi — considerata socialista poiché lo Stato appartiene al popolo;
- le cooperative, di natura semisocialista, destinate a evolversi in forme pienamente socialiste;
- l’economia personale degli artigiani e dei contadini, che avrebbero dovuto trasformarsi in cooperative;
- il capitalismo privato;
- il capitalismo di Stato, in cui lo Stato condivideva il capitale con i capitalisti allo scopo di promuovere lo sviluppo nazionale.

Poiché questa base economica si fondava su diverse forme di proprietà, l’economia del regime democratico popolare non poteva essere considerata socialista, e di conseguenza nemmeno il regime stesso. Al contrario, in un’economia di mercato orientata al socialismo il settore statale doveva diventare dominante, garantendo il carattere socialista del sistema.
La piattaforma politica del II congresso del partito, tenutosi nel 1951, affermava esplicitamente che:
In questo senso, il regime democratico popolare era considerato una fase dello sviluppo capitalista.
Sebbene Hồ Chí Minh sostenesse che il Vietnam fosse entrato nella fase di transizione al socialismo a partire dal 1954, ribadiva che il Paese era ancora un “regime democratico in cui il popolo è il padrone”, ma non ancora socialista. A suo giudizio, il pieno sviluppo del settore statale rappresentava la condizione essenziale per il successo della transizione: la sua assenza avrebbe comportato inevitabilmente il fallimento del processo.
La piattaforma dell’XI Congresso nazionale del gennaio 2011 riprese questa visione, affermando che: “Si tratta di un processo rivoluzionario profondo e complesso, una lotta articolata tra il vecchio e il nuovo per ottenere trasformazioni qualitative in tutti gli ambiti della vita sociale. È necessario attraversare un lungo periodo di transizione, caratterizzato da più fasi di sviluppo e da strutture sociali ed economiche miste”.
Secondo l'ex segretario generale Nguyễn Phú Trọng, durante la fase di transizione al socialismo si assiste a una competizione tra fattori di sviluppo di natura socialista e fattori non socialisti, tra cui elementi capitalisti. Nguyễn ha sottolineato che, accanto agli aspetti positivi, emergeranno inevitabilmente elementi negativi e sfide che dovranno essere affrontati con saggezza, tempestività ed efficacia. Ha descritto questo percorso come una lotta complessa, che richiede spirito, visione innovativa e creatività. Il cammino verso il socialismo, secondo Nguyễn, è un processo continuo di consolidamento e rafforzamento dei fattori socialisti, al fine di renderli progressivamente predominanti e irreversibili. Il successo di questa transizione dipenderà da politiche adeguate, dalla determinazione politica, dalla capacità di leadership e dalla forza combattiva del Partito.

### Socialismo
(Nguyễn Văn Linh, il leader che avviò il Đổi Mới, era contrario all'idea che i principi fondamentali del marxismo-leninismo dovevano essere modifciati o abbandonati a causa dell'introduzione di elementi di mercato nell'economia.)
Il Partito Comunista considera il socialismo una forma superiore rispetto ad altre ideologie e sistemi politici. Secondo il marxismo-leninismo, il socialismo rappresenta lo stadio immediatamente precedente al comunismo puro nello sviluppo socio-economico dell’umanità. Per costruire una società socialista, è necessario immaginarla, delinearne le caratteristiche e studiarla a fondo. Il partito ritiene che il socialismo sia lo strumento per liberare l’essere umano da ogni forma di oppressione, sfruttamento e ingiustizia.
Pur riconoscendo ai fondatori del marxismo-leninismo il merito di aver tracciato i contorni fondamentali di una società socialista, il partito non li considera depositari di una verità assoluta e definitiva. Ne sostiene però la visione centrale: il socialismo come forma di organizzazione sociale più elevata e avanzata.
1. L’obiettivo più alto del socialismo è liberare il popolo da ogni forma di sfruttamento e di schiavitù economica e spirituale, permettendo così uno sviluppo umano pieno e integrale.
2. Le strutture del socialismo si fondano sulle forze produttive generate dalla moderna produzione avanzata.
3. Il socialismo implica l’abolizione graduale della proprietà privata e del capitalismo, nonché la trasformazione dei mezzi di produzione.
4. Attraverso il socialismo si sviluppano nuove forme di organizzazione del lavoro e nasce un nuovo tipo di lavoratore, caratterizzato da alta disciplina e produttività.
5. Il principio guida dell’organizzazione economica socialista è “ciascuno secondo le sue capacità”.
6. Il socialismo di Stato rappresenta una forma di democrazia inedita, espressione della classe operaia, che incarna gli interessi, la volontà e il potere del popolo lavoratore.
7. In una società socialista, il rapporto tra classe ed etnia viene risolto attraverso l’unione tra solidarietà di classe e internazionalismo: il nazionalismo viene superato e sostituito da una visione internazionalista della fratellanza tra i popoli.

### Economia di mercato orientata al socialismo
I sostenitori dell’economia di mercato orientata al socialismo (in vietnamita Kinh tế thị trường định hướng xã hội chủ nghĩa) sostengono che questo modello non sia né socialista in senso stretto né capitalista, ma piuttosto “orientato al sociale”. Il Partito Comunista rifiuta l’idea che un’economia di mercato debba essere necessariamente capitalista. Secondo la definizione ufficiale, “un’economia socialista orientata al mercato è un’economia multisettoriale delle materie prime, che opera secondo i meccanismi di mercato ma con un orientamento socialista”.
Nguyễn Phú Trọng ha descritto questo sistema come “un nuovo tipo di economia di mercato nella storia dello sviluppo economico”. Si tratta di un’organizzazione economica che rispetta le regole del mercato, ma che si basa, è guidata e regolata dai principi e dalla natura del socialismo. Questi si riflettono in tre aspetti fondamentali: la proprietà, l’organizzazione e la distribuzione. L’obiettivo finale è quello di costruire una società prospera, una nazione forte, democratica, equa e civile.
In questo modello coesistono molteplici forme di proprietà. Tutti i settori economici operano nel rispetto della legge e sono considerati uguali davanti ad essa, in un contesto di coesistenza, cooperazione e competizione leale. Nguyễn Phú Trọng afferma:
A differenza dei Paesi capitalisti, l’economia di mercato a orientamento socialista non attende il raggiungimento di alti livelli di sviluppo prima di promuovere equità e progresso sociale, né sacrifica questi valori in nome della sola crescita economica. Le politiche economiche sono concepite unicamente per migliorare le condizioni di vita della popolazione.

### Ruolo del marxismo classico
I testi classici del marxismo continuano a rivestire un ruolo centrale nello sviluppo ideologico del Partito Comunista del Vietnam. Il Manifesto del Partito Comunista, scritto da Karl Marx e Friedrich Engels, è considerato un’“opera immortale”. Secondo il partito, il valore fondamentale del Manifesto non risiede tanto nelle soluzioni immediate ai problemi rivoluzionari contemporanei, quanto nella sua capacità di illustrare il processo storico della liberazione progressiva della classe operaia e dei lavoratori. Il testo rappresenta così un fondamento teorico imprescindibile per le convinzioni ideologiche del partito.
Tô Huy Rứa, membro dell’XI Politburo, ha affermato che “partecipando al processo di globalizzazione, con tutte le sue opportunità e sfide, così come previsto da Marx ed Engels nel Manifesto, il Partito Comunista del Vietnam e il popolo troveranno in esso ulteriori orientamenti, una preziosa visione del mondo e strumenti metodologici. I valori durevoli di quest’opera teorica e piattaforma politica immortale resteranno per sempre”. Trần Bạch Đằng scrive:

### Critiche
L’ideologia del Partito Comunista del Vietnam è stata oggetto di critiche da sinistra, in particolare per il suo presunto allontanamento dai principi comunisti originari. Secondo i critici, l’economia di mercato orientata al socialismo rappresenterebbe una forma di “ri-capitalizzazione” che permette la diffusione di mercati capitalistici di massa, favorisce l’arricchimento della borghesia e incoraggia gli investimenti diretti esteri, ma al prezzo di un ampliamento delle disuguaglianze economiche e di una crescente instabilità sociale.
Il dissidente di sinistra Bùi Tín ha denunciato: “Il Partito Comunista [del Vietnam] è pieno di opportunisti e di élite privilegiate. La moralità è andata perduta. Tutto è una ricerca di dollari”.

## Relazioni internazionali
In una risoluzione adottata durante il X Congresso nazionale, il Partito Comunista del Vietnam ha stabilito l’obiettivo di rinnovare e rafforzare la propria politica estera. A partire dal 2010, la Commissione per le relazioni estere del Comitato Centrale mantiene rapporti con 222 partiti politici in 115 Paesi. Secondo il partito, tali relazioni rappresentano “un contributo importante all’accelerazione del processo di rinnovamento, industrializzazione e modernizzazione del Vietnam”.
Il CPV non limita i suoi contatti internazionali ai soli partiti comunisti: ha avviato relazioni anche con formazioni politiche non comuniste in Paesi considerati economicamente strategici. Tuttavia, le relazioni con altri partiti comunisti e operai restano fondamentali e si basano sui principi di “solidarietà, amicizia e sostegno reciproco nella lotta per il socialismo, nello spirito del marxismo-leninismo e dell’internazionalismo proletario”. Con questi partiti, il CPV intrattiene scambi su questioni teoriche e pratiche legate alla costruzione del socialismo, al rafforzamento dell’organizzazione e alle sfide attuali.
Il Partito Comunista del Vietnam partecipa attivamente a incontri internazionali tra partiti comunisti e operai, tra cui l’Incontro Internazionale dei Partiti Comunisti e Operai. Attualmente, mantiene relazioni con oltre 100 partiti comunisti e operai in tutto il mondo.
Il partito sottolinea in particolare l’importanza dei rapporti con il Partito Rivoluzionario del Popolo Lao e il Partito Popolare Cambogiano. Intrattiene inoltre legami stretti con il Partito Comunista Cinese, Partito Comunista di Cuba e il Partito del Lavoro di Corea.
Il Partito ha inviato delegazioni a numerosi congressi di partiti comunisti internazionali, tra cui: l’VIII Congresso del Partito Comunista della Federazione Russa (2008), il V Congresso del Partito dei Comunisti Italiani (2008), il XX Congresso del Partito Comunista d’India (2008), il IX Congresso del Partito Comunista d'India (Marxista) (2008), il XVIII Congresso del Partito Comunista di Grecia (2009), il IX Congresso del Partito Comunista di Danimarca (2009), il XVIII Congresso del Partito Comunista di Spagna (2009), l’VIII Congresso del Partito Comunista del Nepal (Marxista-Leninista) (2009), il 12º Congresso del Partito Comunista del Brasile (2009) e quello del Partito Comunista Peruviano (2010).
Il partito intrattiene anche relazioni amichevoli con numerosi partiti di sinistra latinoamericani. Nel giugno 2016, una delegazione del PCV ha partecipato al XXII incontro del Foro de São Paulo tenutosi a El Salvador.

## Risultati elettorali

### Assemblea nazionale
| Elezione | Seggi     | +/–     |
| -------- | --------- | ------- |
| 1960     | 421 / 421 | 421     |
| 1964     | 366 / 366 | 55      |
| 1971     | 420 / 420 | 54      |
| 1975     | 424 / 424 | 4       |
| 1976     | 492 / 492 | 68      |
| 1981     | 496 / 496 | 4       |
| 1987     | 496 / 496 | Stabile |
| 1992     | 395 / 395 | 101     |
| 1997     | 384 / 450 | 11      |
| 2002     | 447 / 498 | 63      |
| 2007     | 450 / 493 | 3       |
| 2011     | 454 / 500 | 4       |
| 2016     | 473 / 494 | 19      |
| 2021     | 485 / 499 | 12      |